# Михайловка (Пителинский район)
Михайловка — деревня в Пителинском районе Рязанской области. Входит в Нестеровское сельское поселение.

## География
Находится в северо-восточной части Рязанской области на расстоянии приблизительно 10 км на запад-юго-запад по прямой от районного центра поселка Пителино.

## История
В 1862 году здесь (деревня Елатомского уезда Тамбовской губернии) было учтено 18 дворов.

## Население
Численность населения: 150 человек (1862 год), 2 в 2002 году (русские 100 %), 0 в 2010.